# Jacques Colette
Jacques Colette, född 5 juni 1929 i Belgien, är en fransk-belgisk filosofihistoriker. Han är professor emeritus vid Paris universitet och har bland annat översatt verk av Søren Kierkegaard till franska.